# Ypsolopha senex
Ypsolopha senex là một loài bướm đêm thuộc họ Ypsolophidae. Loài này có ở khắp Bắc Mỹ. In Canada nó xuất hiện ở phần lớn các tỉnh, từ British Columbia và Alberta to Manitoba. Nó xuất hiện ở phần lớn Hoa Kỳ lục địa. Nơi sinh sống đa dạng.
Con trưởng thành bay từ tháng 6 đến tháng 9. Có thể có một lứa một năm.
Ấu trùng ăn lá của loài Salix.